# Georges Krins
Georges Alexandre Krins (Parijs, 18 maart 1889 – Atlantische Oceaan, 15 april 1912) was een Belgisch violist. Hij studeerde aan het Koninklijk Conservatorium Luik van 1902 tot en met 1908.
Krins begon zijn muzikale carrière in Spa, werd daarna eerste viool bij Le Trianon Lyrique te Parijs en mocht uiteindelijk twee jaar lang in het Ritz-hotel te Londen spelen. In april 1912 werd hij aangenomen door CW & FN Black om te spelen als violist op de RMS Titanic. Krins overleed toen het schip zonk, zijn lichaam werd nooit geïdentificeerd.

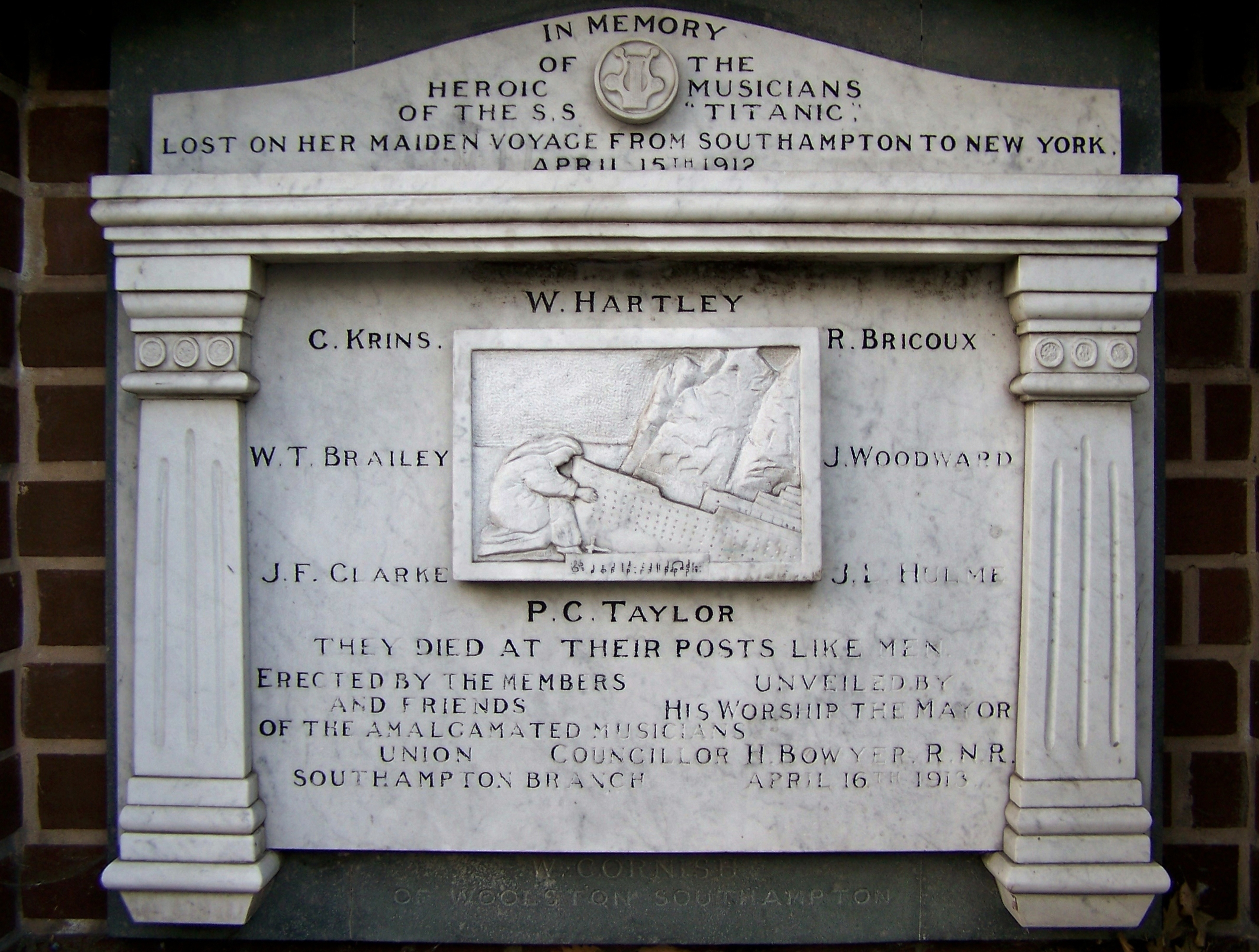
Een herdenkingssteen voor de muzikanten aan boord van de RMS Titanic
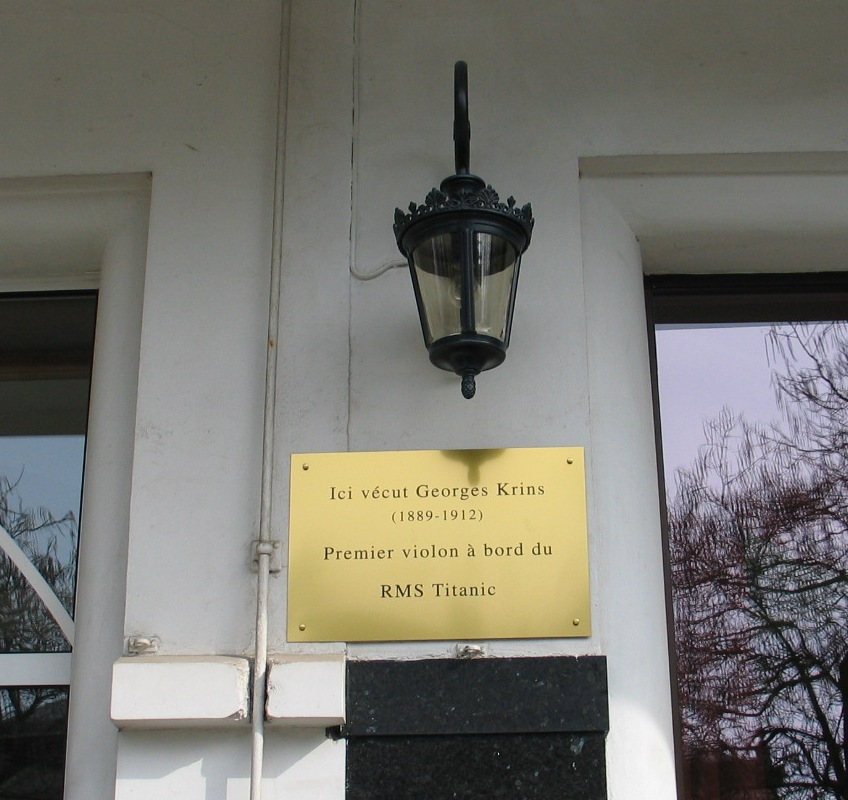
Opschrift op een gebouw in Spa